# Вук Крњевић
Вук Крњевић (Сарајево, 6. мај 1935 — Београд, 24. јануар 2018) био је српски пјесник из Сарајева. Аутор је двадесетак збирки пјесама. Радио је као уредник у РТС-у и београдској „Просвети“. Скоро три деценије уређивао је часопис „Књижевност“.

## Биографија
Вук Крњевић је рођен у Сарајеву, 6. маја 1935. године. Основну школу и гимназију завршио је у родном граду. Студирао је у Београду и дипломирао на групи за јужнословенске књижевности и српскохрватски језик. Постдипломске студије из драматургије похађао на Хумболтовом универзитету у Берлину.
Добитник је награде Удружења књижевника Босне и Херцеговине (1961), Змајеве награде, коју додјељује САНУ-у из фонда Бранко Ћопић (1999), Награде Удружења књижевника Србије "Милан Ракић" (2005) и награде "Кочићево перо" (2006). За књигу Јади старог Вертера добио је 2008. године "Повељу за животно дјело" Удружења књижевника Србије.